# ウ・ジョンウン
ウ・ジョンウン（우정은、Meredith Jung-En Woo、1958年 - ）は、韓国系アメリカ人の政治学者。
韓国系アメリカ人であり、バージニア大学文理学部と大学院芸術科学研究科の学長である。ウ・ジョンウンは大韓民国経済企画院企画次官補を勤めた禹容海（ウ・ヨンヘ）の末娘であり、アメリカの歴史学者ブルース・カミングスと結婚した。
カミングスの修正説の影響から左傾化した現代史認識を正そうという趣旨のもと、右派の解釈から刊行された『解放前後史の再認識』（2006年、박지향・김철・김일영・李榮薫、本の世界）に、1950年代を再評価した論文「非合理性の裏面にある合理性を求めて-李承晩時代における輸入代替産業化の政治経済学-」を寄稿している。これについて『東亜日報』から、「夫婦間で見解が違うのではないか」と問われると、カミングスは「妻と私の間には、産業化指導者として朴正煕元大統領に対する評価を含め、見解の違う部分がある。私たちは討論する」と一笑している。